# Rudolph Puggaard
Rudolph Christopher Puggaard (n. 7 ianuarie 1818, Copenhaga, Danemarca – d. 9 decembrie 1885, Copenhaga, Danemarca) a fost un comerciant, armator, industriaș și bancher danez, care a rămas cunoscut, de asemenea, ca patron al artelor și filantrop.

## Biografie

### Tinerețea

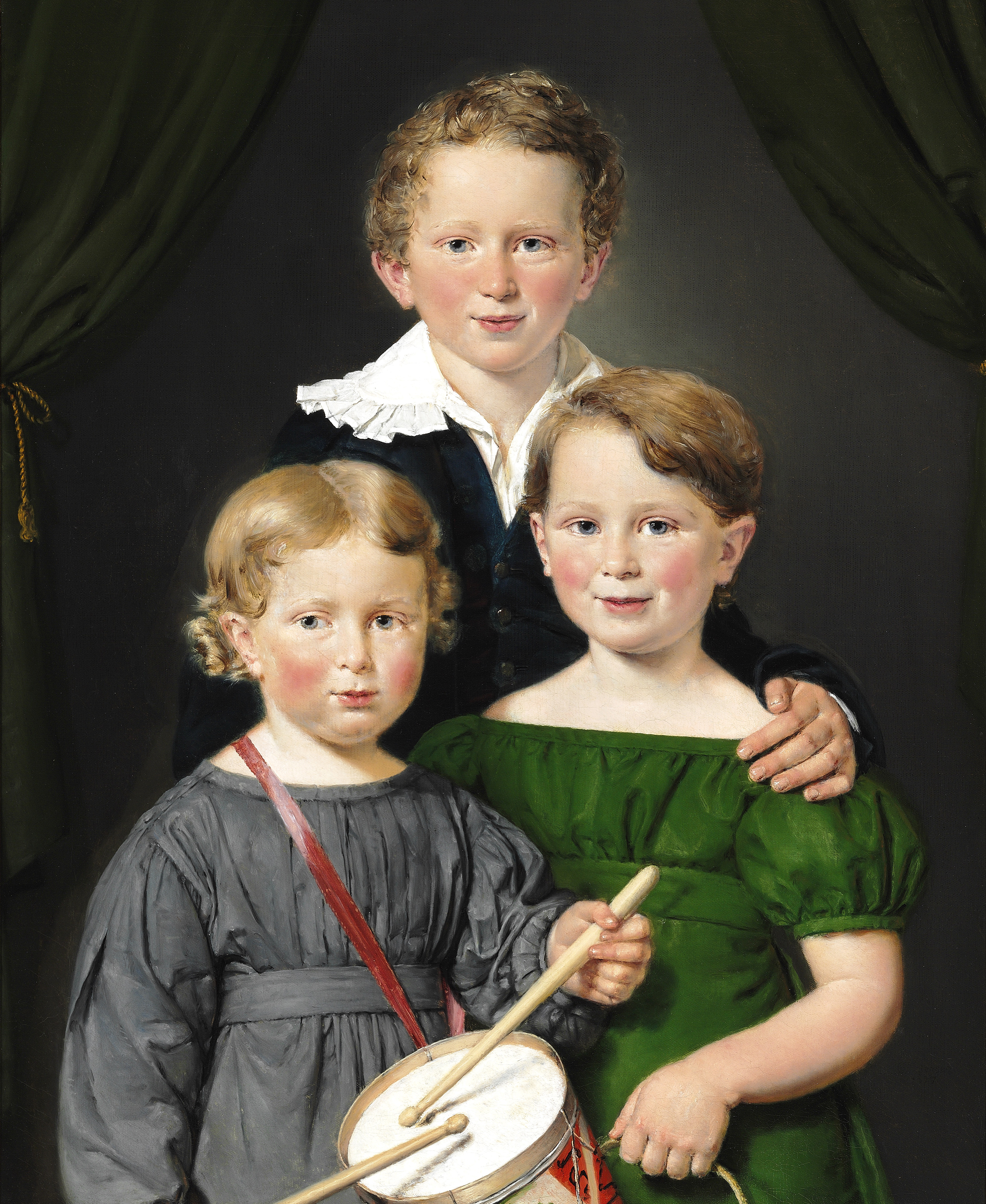
Cei trei copii ai soților Hans și Bolette Puggaard (1827), pictați de. Copiii sunt (1823–1864, stânga față), Arnette Marie Bolette (1821–1849, dreapta față) și Rudolph Christopher (1818–1885, în spate).

Rudolph Puggaard s-a născut la 7 ianuarie 1818 în orașul Copenhaga, într-o familie de negustori. Tatăl lui era negustorul Hans Puggaard⁠(d) (1788–1866), care fondase compania comercială H. Puggaard & Co.⁠(d) în anul 1813, iar mama lui era pictorița Bolette Puggaard⁠(d) (1798–1847), născută Hage, care era fiica lui Christopher Friedenreich Hage⁠(d), un negustor bogat din orașul Stege⁠(d) de pe insula Møn⁠(d) din sud-estul Danemarcei. Rudolph era primul copil al familiei Puggaard și a avut o soră: Arnette Marie Bolette (1821–1849) și un frate: Hans Christopher Wilhelm⁠(d) (1823–1864), viitor geolog. Rudolph a absolvit Școala Catedralei din Roskilde⁠(d) în 1837 și a urmat apoi un stagiu de pregătire ca negustor la Hamburg și Londra.

### Cariera profesională

#### H. Puggaard & Co.
După încheierea stagiului de pregătire, s-a întors în Danemarca în anul 1839 și a fost angajat la sucursala din Nakskov a companiei H. Puggaard & Co., care era fondată și deținută de tatăl său. Sucursala din Nakskov fusese înființată în 1832 și era condusă de unchiul său, Alfred Hage⁠(d) (1803–1872). Alfred Hage a venit în anul 1841 la sediul central al companiei din Copenhaga, unde i s-a alăturat începând din 1842 nepotul său, Rudolph, care a obținut după un timp o poziție de conducere. Rudolph Puggaard a obținut în anul 1856 licența de angrosist (grosserer), care-i permitea să desfășoare în nume propriu activități de comerț angro pe teritoriul Danemarcei, și, după moartea unchiului său în 1872, a devenit singurul conducător al companiei. El i-a luat ulterior ca asociați pe fiul său, Hans Puggaard (1845–1903), în 1868 și pe ginerele său, Henry Tegner⁠(d) (1843–1911), în 1873.
Hans Puggaard s-a retras din afacere în 1882, iar în anul 1885, după moartea lui Rudolph, Henry Tegner a devenit unicul proprietar până în 1888, când l-a luat ca asociat pe Fritz Blom (n. 1841) și a schimbat numele companiei în Henry Tegner & Co. După retragerea lui Henry Tegner în 1897 și a lui Fritz Blom în 1901, afacerea a fost preluată de fiul primului, Wilhelm Tegner (n. 1876), care l-a luat ca asociat în anul 1903 pe fratele său mai mic, Hans Tegner (1878–1948).

#### Det kjøbenhavnske Skibsrederi
Puggaard a înființat în anul 1865 întreprinderea Det kjøbenhavnske Skibsrederi („Compania de transport maritim din Copenhaga”) ca subsidiară de transport maritim a companiei H. Puggaard & Co. Det kjøbenhavnske Skibsrederi a cumpărat în anul 1866 rafinăria de zahăr Phønix (Rafinaderiet Phønix), fondată de Compania Daneză a Africii⁠(d) în 1657 și amplasată pe insula Slotsholmen⁠(d), la intersecția străzilor Slotsholmsgade⁠(d) și Christians Brygge⁠(d), de la Bernt Wilhelm Westermann și a închiriat în 1869 (apoi a cumpărat în 1872) rafinăria de zahăr Helsingørsgade, achiziționată în 1833 de Ferdinand Tutein⁠(d) de la moștenitorii lui Johan Ludvig Surleau și amplasată pe fosta stradă Helsingørsgade (între Adelgade⁠(d) și Borgergade⁠(d)), de la William Axel Tutein (care o preluase de la tatăl său, Ferdinand, în 1859).
Activele companiei Det kjøbenhavnske Skibsrederi, cu excepția navelor, au fost preluate în 1872 de compania nou-înființată De Danske Sukkerfabrikker⁠(d), care fusese fondată de C. F. Tietgen⁠(d) și a fost condusă în primii ani de H. Puggaard & Co.⁠(d). Partea rămasă a companiei a intrat într-o perioadă de declin în ultimii ani de viață ai lui Rudolph Puggaard, ceea ce a condus la lichidarea ei după moartea industriașului.

#### Alte afaceri
Puggaard și-a diversificat afacerile și s-a implicat, de asemenea, în fondarea și administrarea altor companii. El a fost unul dintre fondatorii băncii particulare Kjøbenhavns Private Laanebank⁠(d) („Banca privată de credit din Copenhaga”, 1854), al cărei președinte al consiliului de administrație a fost de la înființare până la moartea sa, și al companiei de asigurări Nye danske Brandforsikring⁠(d) („Noua asigurare de incendiu daneză”, 1864).
Câțiva ani mai târziu, Puggaard s-a asociat cu industriașul și bancherul C. F. Tietgen⁠(d), comerciantul și industriașul Philip Heyman și avocatul Gustav Brock⁠(d) și au cumpărat în parteneriat cu suma de 100.000 de rigdaleri⁠(d) un teren aflat în zona portului Tuborg Havn⁠(d) din suburbia Hellerup⁠(d) de pe coasta de nord a Copenhagăi. Cei patru nu aveau planuri speciale cu privire la utilizarea acelui teren, dar au presupus că amplasarea sa îl făcea potrivit unor scopuri industriale și, după câteva luni de discuții, au decis să demareze acolo un proiect industrial major și să construiască trei fabrici: o fabrică de îngrășăminte și acid sulfuric, o fabrică de bere⁠(d) și o fabrică de sticlă. Astfel, ei au fondat în 13 mai 1873 societatea pe acțiuni Tuborg Fabrikker⁠(d), cu un capital social de 1 milion de rigdaleri. După câțiva ani de pierderi, Heyman a preluat conducerea companiei în anul 1880 și a adoptat o nouă strategie de afaceri: a închis fabrica de îngrășăminte și acid sulfuric și fabrica de sticlă, care nu erau profitabile, și s-a concentrat pe dezvoltarea fabricii de bere, orientându-se către piața internă și renunțând la export. Compania a fost reorganizată în perioada conducerii lui Heyman și transformată într-una dintre cele mai mari și mai respectate fabrici de bere din Danemarca.

### Viața personală

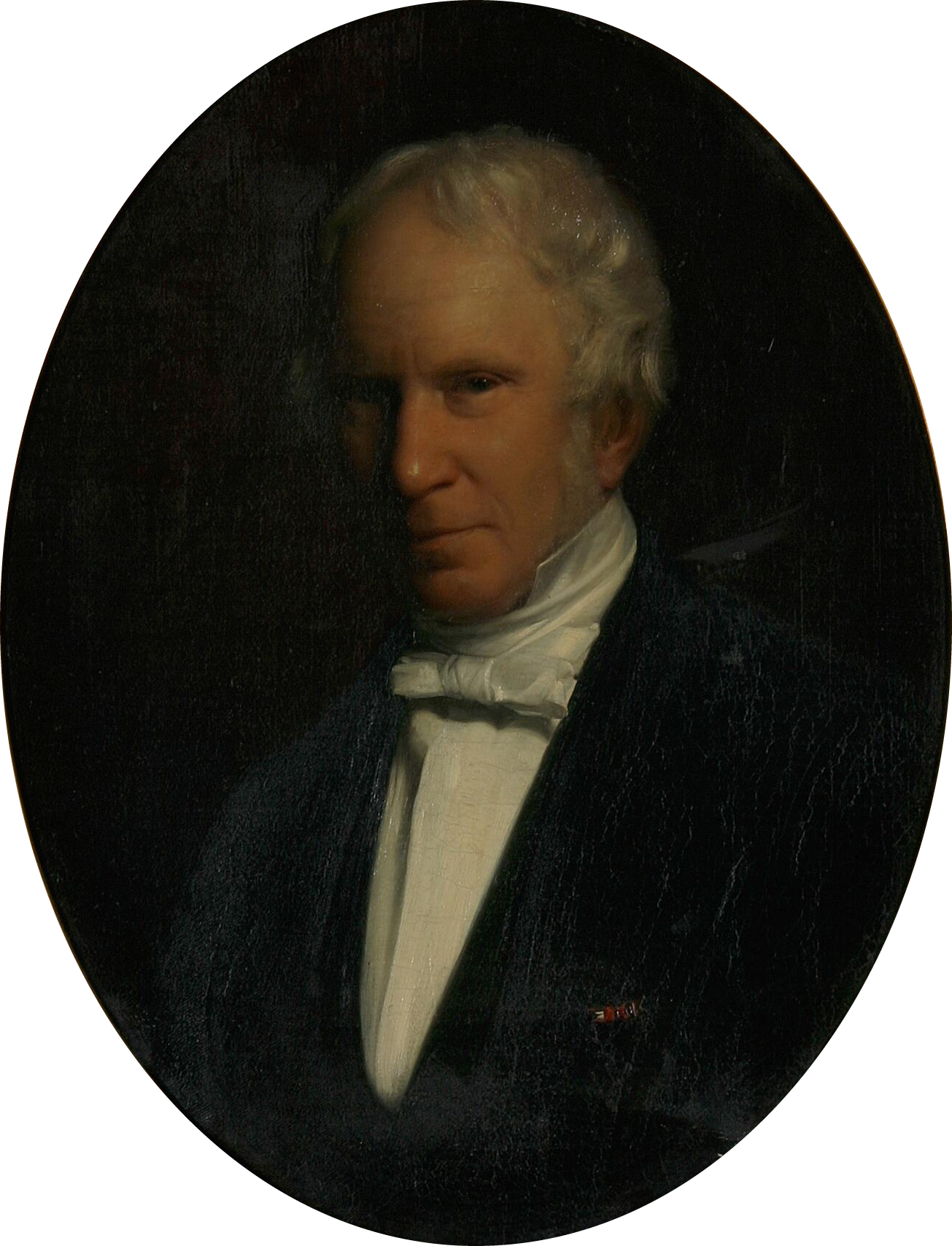
Portretul lui Puggaard, realizat de Carl Heinrich Bloch

Rudolph Puggaard s-a căsătorit la 19 iulie 1843 în Biserica evanghelică luterană⁠(d) din orașul Stege⁠(d) de pe insula Møn⁠(d) cu Casperfine Andresine (Signe) Andréa Brandt (21 aprilie 1824, Albuen, parohia Kappel⁠(d) – 28 decembrie 1897, Hellebæk⁠(d)), fiica adoptivă a căpitanului de navă Claus Hansen Brandt (1793–1859) și a soției sale, Christiane Brandt, născută Kisky (1800–1877). Părinții ei biologici erau pilotul naval Kaspar Andréa (1797–1824) și Anne Danielsdatter. Soții Puggaard au avut cinci copii: Bolette (1844–1929), Hans (1845–1895), viitor comerciant, Signe Elisabeth (1847–1899), Rudolph Christopher (1849–1873) și Marie Christine (1854–1877). Bolette Puggaard s-a căsătorit în anul 1864 cu compozitorul Emil Hartmann⁠(d) (1836–1898), care a compus o cantată pentru aniversarea nunții de argint a socrilor săi (cor și pian, 1868), și a fost mama filantroapei Bodil Neergaard⁠(d) (1867–1959), a horticultorului Johannes Palmer Hartmann⁠(d) (1870–1948) și a pictorului Oluf Hartmann⁠(d) (1879–1910), Hans Puggaard s-a căsătorit cu Magna Marie Meinertz (1846–1899), Signe Puggaard s-a căsătorit în anul 1871 cu bancherul Henry Tegner⁠(d) (1843–1911) și a fost mama sculptorului Rudolph Tegner⁠(d) (1873–1950), iar Marie Christine Puggaard s-a căsătorit în anul 1872 cu Carl Milberg Brøchner (1850–1926), dar a murit cinci ani mai târziu.
Familia Puggaard a locuit la etajul superior al Palatului Schimmelmann⁠(d) (azi Palatul Odd Fellows) de pe strada Bredgade⁠(d) din Copenhaga, o clădire impunătoare în stil rococo, împrejmuită cu un gard vechi din fier forjat și care avea în spatele ei o grădină cu copaci înalți și bătrâni. După moartea fratelui său, geologul Christopher Puggaard⁠(d), Rudolph Puggaard a preluat conacul Hjuleberg⁠(d) din provincia sudică Halland a Suediei, pe care îl cumpărase în anul 1851. El l-a angajat pe arhitectul danez Thorvald Bindesbøll⁠(d) să proiecteze o nouă clădire principală, care a fost construită în perioada 1872–1875.
La fel ca părinții săi și ca urmare a pasiunii pentru artă insuflată de mama sa, Puggaard a fost un susținător puternic al artelor și i-a ajutat financiar pe mulți dintre pictorii „Epocii de Aur Daneze⁠(d)”, ajungând să posede o colecție foarte bogată. Clădirea Krathuset, construită pentru el de Michael Gottlieb Bindesbøll⁠(d) în suburbia nordică Ordrup⁠(d), a fost decorată cu fresce realizate de Christen Købke și Jœrgen Sonne⁠(d). El a fost, de asemenea, un filantrop care a susținut diverse instituții caritabile, printre care și de Puggaardske legater, care finanța educația băieților (din 1853) și fetelor (din 1866) care trăiau în condiții grele.
Nepotul său, viitorul sculptor Rudolph Tegner⁠(d), l-a descris astfel pe bunicul său: „Rudolph Puggaard era înalt și zvelt, cu o atitudine distinsă, englezească și rezervată. Cu părul și perciunii albi și lungi și cu cravata albă purtată la costumul negru, cu nasturi, făcea o impresie de om demn de respect și distant.”.

### Moartea
Rudolph Puggaard a ocupat o poziție proeminentă în cercul oamenilor de afaceri a capitalei daneze și a exercitat o serie de funcții oficiale: membru al Consiliului Municipal a Copenhagăi⁠(d) (1862–1875), judecător la Tribunalul Maritim și Comercial al Danemarcei⁠(d) (Sø- og Handelsretten, 1862–1867) și membru al comitetului Societății Angrosiștilor⁠(d) din Copenhaga (Grosserer-Societetet, 1876–1885). A fost decorat, de asemenea, cu Ordinul Dannebrog în 1869.
A murit în 9 decembrie 1885 la conacul Hjuleberg⁠(d) din provincia sudică Halland a Suediei și a fost înmormântat în Cimitirul Holmen⁠(d) din Copenhaga. Situația financiară a companiei intrase în declin în ultimii ani de viață ai lui Rudolph Puggaard, iar, după moartea lui, clădirea Den Puggaardske Gaard de pe strada centrală Store Kongensgade⁠(d), în care locuise, și bunurile de acolo, precum și vilele Hjuleberg și Krathuset, au fost vândute la licitație. În posesia familiei a rămas doar casa Majorgården din Hellebæk⁠(d) până la moartea lui Signe Puggaard în 1897.

## Galerie

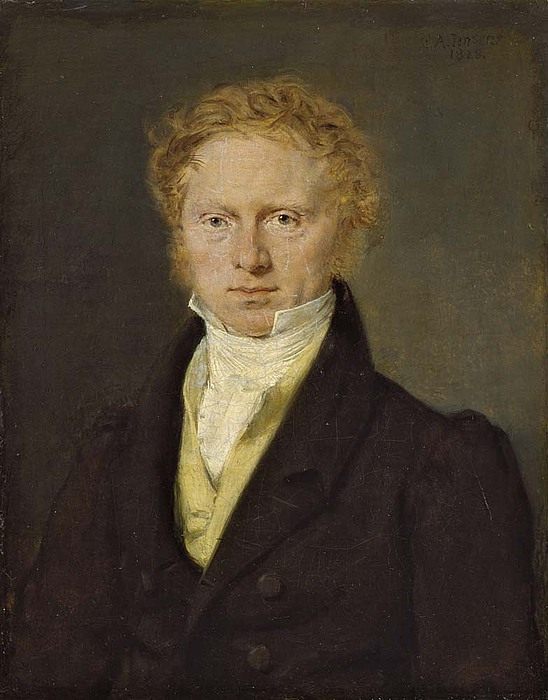
Hans Puggaard⁠(d) (1788–1866), tatăl lui Rudolph, pictură realizată în 1828 de Christian Albrecht Jensen⁠(d)
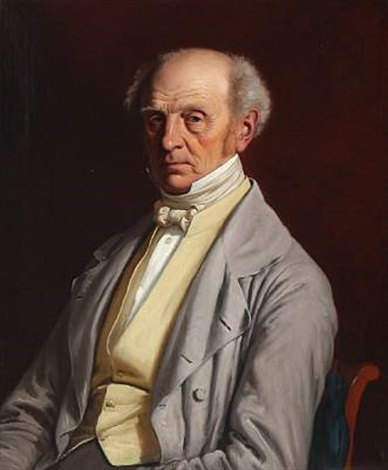
Hans Puggaard⁠(d) (1788–1866), tatăl lui Rudolph, pictură realizată în jurul anului 1853 de Jørgen Roed⁠(d)
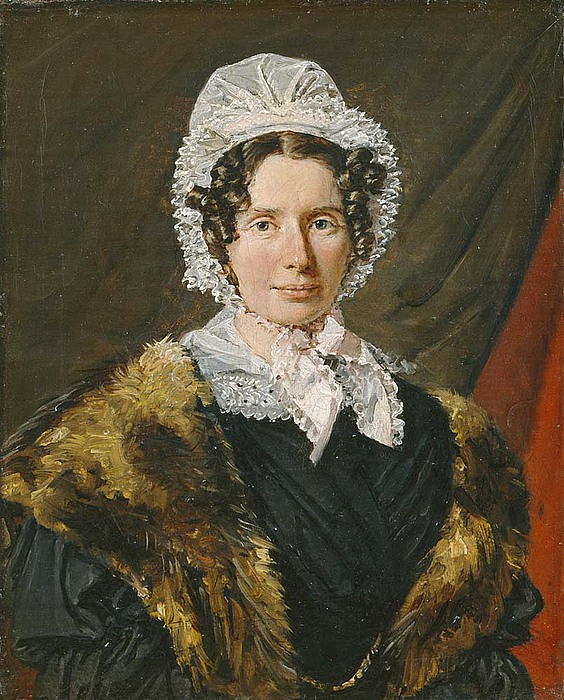
Bolette Puggaard⁠(d) (1798–1847), mama lui Rudolph, pictură realizată în 1838 de Christian Albrecht Jensen⁠(d)
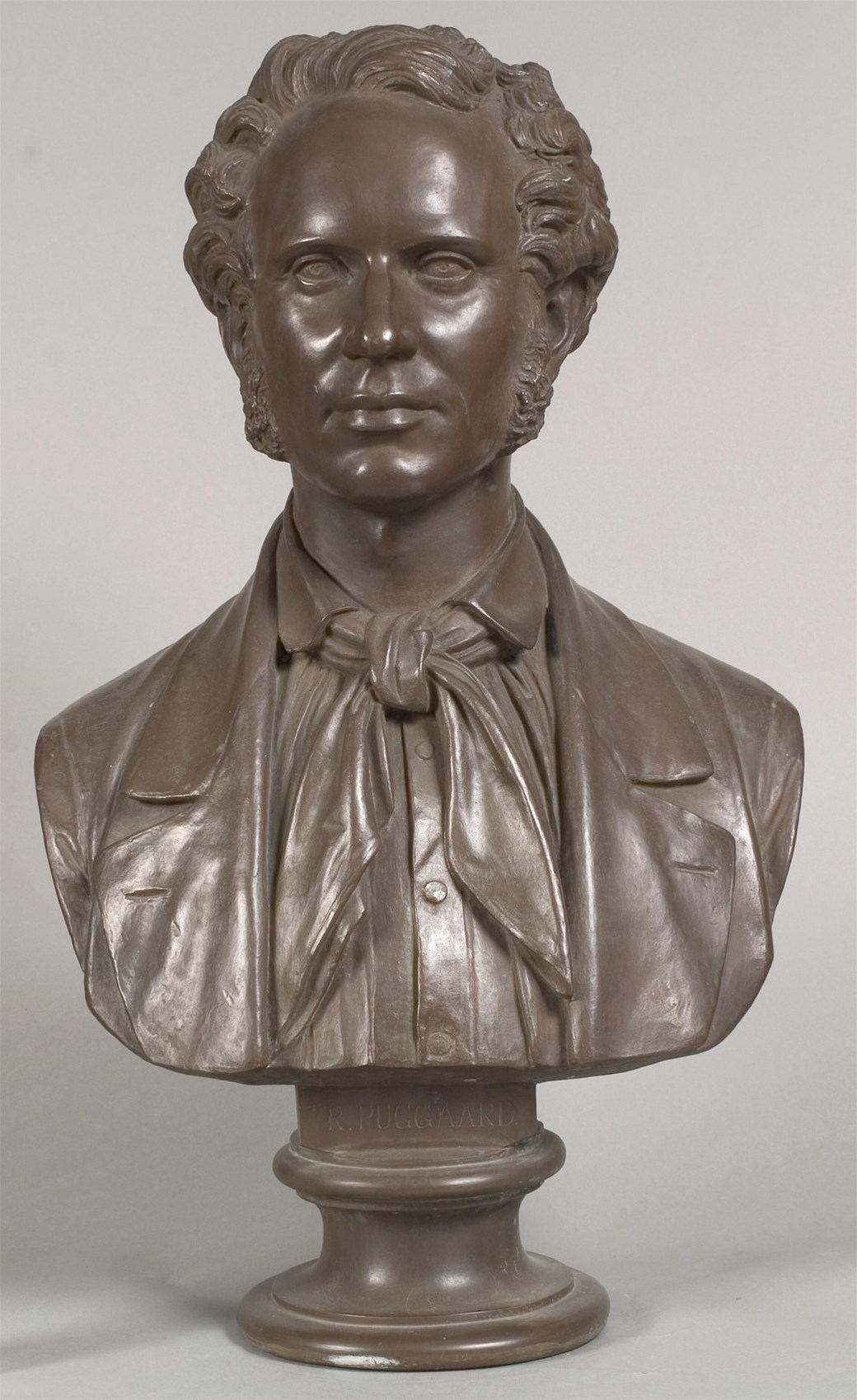
Bustul lui Rudolph Puggaard, realizat în 1855 de Herman Wilhelm Bissen⁠(d)
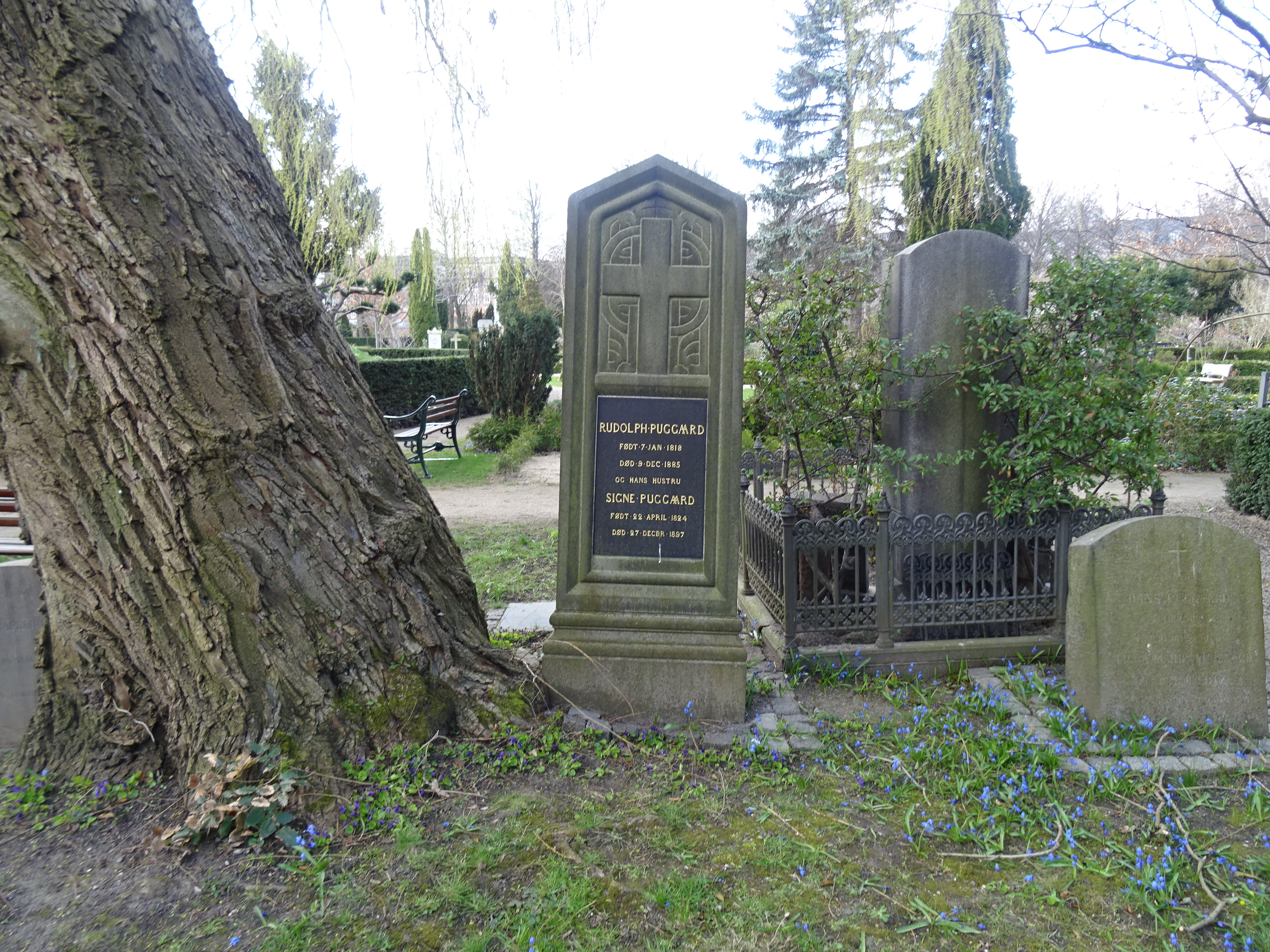
Piatra funerară a lui Rudolph Puggaard, realizată în 1886 de Thorvald Bindesbøll⁠(d) în Cimitirul Holmen⁠(d) din Copenhaga